# Johan Alcén
Johan Alcén, född 11 mars 1988 i Sandviken, är en svensk före detta professionell ishockeyspelare.
Alcén har ett silver från JVM 2008 som främsta merit. Han noterades för en assistpoäng i finalen efter en passning till Jonathan Carlsson som innebar 1-2. Alcén har spelat för två olika klubbar i Elitserien: Brynäs och Rögle. Inför säsongen 2015/2016 värvades Alcén tillbaka till Brynäs.
22 Juni 2021 direkt efter att han avslutat sin spelarkarriär anställdes Johan som sportchef för Brynäs IF.
Johan Alcén är son till tidigare hockeymålvakten och nuvarande tränaren Per-Erik Alcén.